# Елчо (Вісконсин)
Елчо (англ. Elcho) — місто (англ. town) в США, в окрузі Ланґлейд штату Вісконсин. Населення — 1168 осіб (2020).

## Демографія
Згідно з переписом 2010 року, у місті мешкали 1233 особи в 579 домогосподарствах у складі 368 родин. Було 1512 помешкання
Расовий склад населення:
| - 96,6 % — білих - 0,9 % — корінних американців - 0,1 % — азіатів |

До двох чи більше рас належало 2,2 %. Частка іспаномовних становила 0,9 % від усіх жителів.
За віковим діапазоном населення розподілялося таким чином: 17,0 % — особи молодші 18 років, 54,0 % — особи у віці 18—64 років, 29,0 % — особи у віці 65 років та старші. Медіана віку мешканця становила 52,2 року. На 100 осіб жіночої статі у місті припадало 103,1 чоловіків;  на 100 жінок у віці від 18 років та старших — 106,7 чоловіків також старших 18 років.
Середній дохід на одне домашнє господарство  становив 53 044 долари США (медіана — 41 821), а середній дохід на одну сім'ю — 60 392 долари (медіана — 51 458). Медіана доходів становила 41 429 доларів для чоловіків та 30 625 доларів для жінок. За межею бідності перебувало 13,4 % осіб, у тому числі 13,2 % дітей у віці до 18 років та 7,9 % осіб у віці 65 років та старших.
Цивільне працевлаштоване населення становило 398 осіб. Основні галузі зайнятості: освіта, охорона здоров'я та соціальна допомога — 29,1 %, виробництво — 14,8 %, роздрібна торгівля — 14,1 %.